# Sękowo (powiat nowotomyski)
Sękowo – wieś w Polsce położona w województwie wielkopolskim, w powiecie nowotomyskim, w gminie Nowy Tomyśl.

## Nazwa
Polska nazwa wsi zapisywana była dawniej  w różnych formach. Po rozbiorach Polski jej nazwę w zaborze pruskim Prusacy zmienili na całkowicie niemiecką „Friedenwalde”

## Historia
Sękowo jest najstarszą z osad olęderskich powstałych w okolicach Nowego Tomyśla. Wieś założono około 1692 na gruntach należących do właścicieli Trzciela. Zabudowa jest rozproszona i rozkłada się na dużej przestrzeni. Niektóre z gospodarstw należały do bardzo okazałych i majętnych, przypominając małe folwarki.
Do czasu rozbiorów leżała w Rzeczypospolitej Obojga Narodów. Wskutek II rozbioru Polski w 1793, miejscowość przeszła pod władanie Prus i jak cała Wielkopolska znalazła się w zaborze pruskim. W okresie Wielkiego Księstwa Poznańskiego (1815-1848) miejscowość wzmiankowana jako Sękowskie Olendry należała do wsi większych w ówczesnym powiecie bukowskim, który dzielił się na cztery okręgi (bukowski, grodziski, lutomyślski oraz lwowkowski). Sękowskie Olendry należały do okręgu lutomyślskiego i stanowiły część rozległego majątku Tomyśl stary, którego właścicielem był wówczas Hangsdorf. W skład majątku Tomyśl stary wchodziło łącznie 13 wsi. Według spisu urzędowego z 1837 roku Sękowskie Olendry liczyły 497 mieszkańców i 59 dymów (domostw).
W latach 1975–1998 miejscowość należała administracyjnie do województwa poznańskiego.
W 1997, przy szosie z Poznania do Zbąszynia otwarto terminal przeładunkowy niemieckiej firmy Moritz I.F. (12 400 m²). Od 1988 działa też duży zakład drukarski.

## Pomniki przyrody i wody
Na terenie wsi rośnie kilka pomnikowych drzew: lipa drobnolistna (obwód 320 cm), dąb szypułkowy Stary (obwód 650 cm, największe drzewo okolic Nowego Tomyśla, martwe) i grupa dębów, lip szeroko- i drobnolistnych na dawnym cmentarzu ewangelickim (zaniedbanym, ze szczątkami nagrobków). Najgrubsze tutejsze dęby mają obwód do 300 cm. Przy szosie nr 302 (północna strona) znajdują się dwa jeziorka o powierzchni 2,5 i 1,1 ha, stanowiące jedyne naturalne akweny gminy Nowy Tomyśl. Od 1973 planowana jest na Czarnej Wodzie zapora, która spowoduje wchłonięcie tych jeziorek przez zbiornik retencyjny Bobrówka.

## Galeria

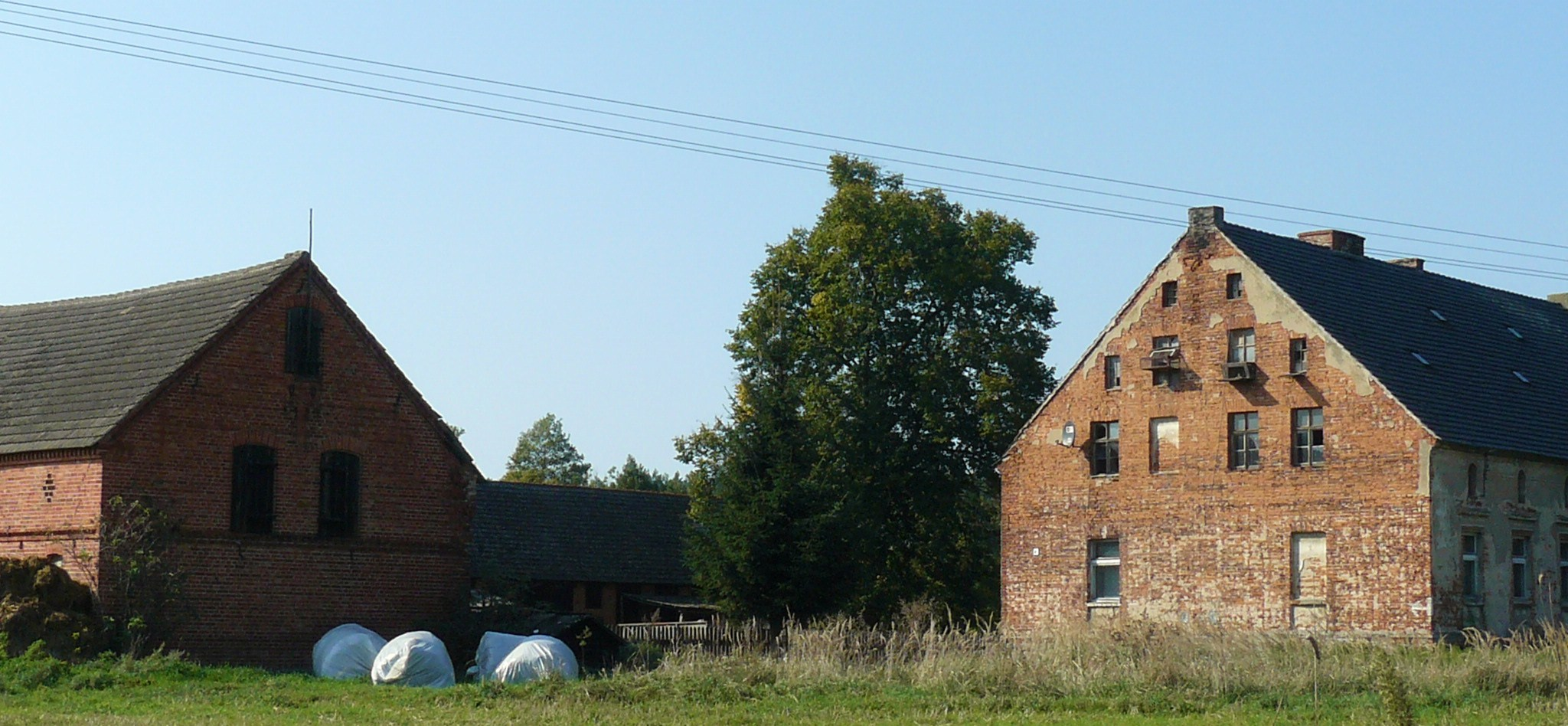
Duże gospodarstwo
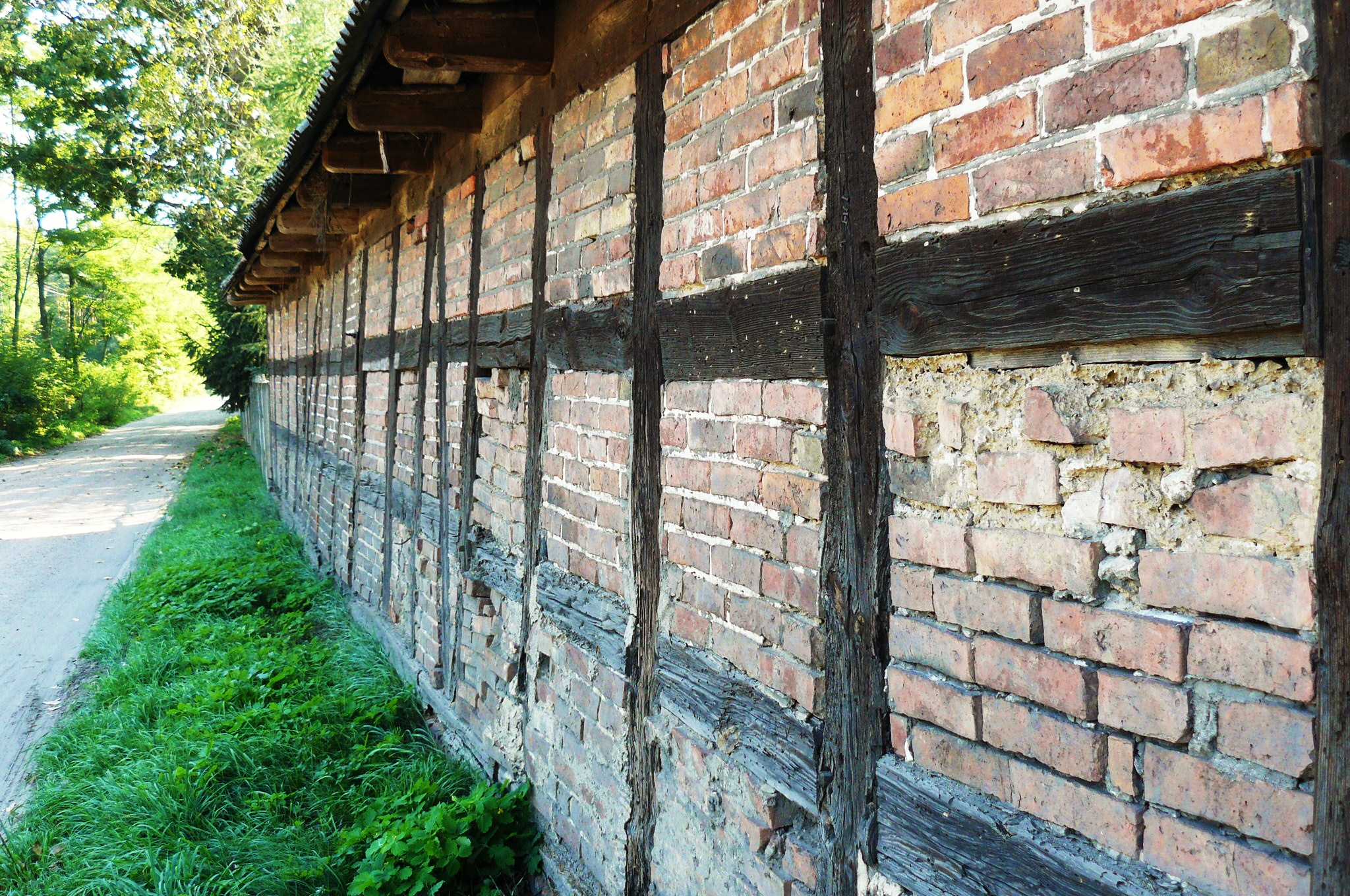
Mur pruski
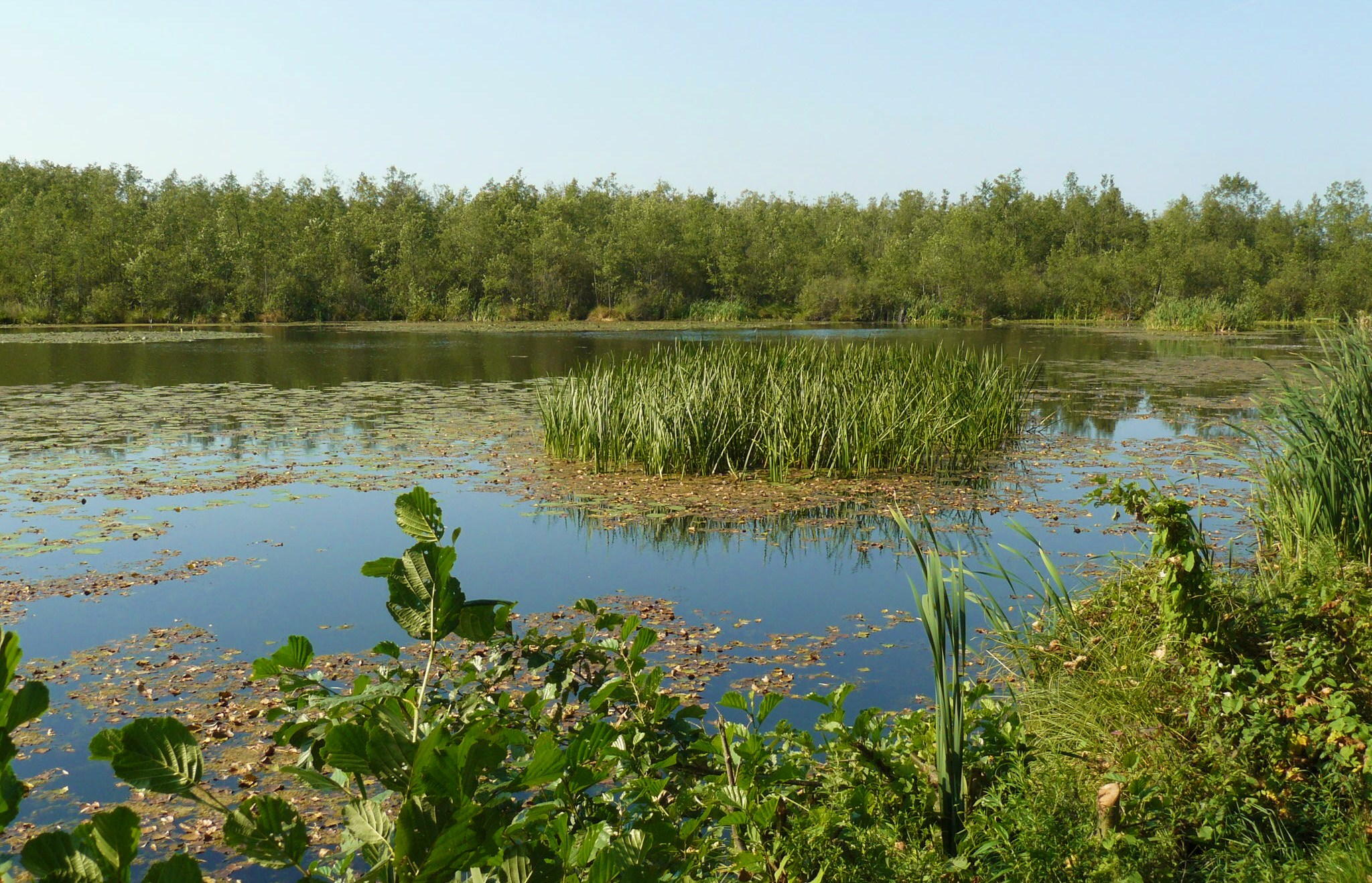
Jedno z jezior